# 181249 Tkachenko
181249 Tkachenko este un asteroid din centura principală de asteroizi.

## Descriere
181249 Tkachenko este un asteroid din centura principală de asteroizi. A fost descoperit pe 30 octombrie 2005 la observatorul astronomic din Andrușivka. Asteroidul prezintă o orbită caracterizată de o semiaxă mare de 3,04 ua, o excentricitate de 0,09 și o înclinație de 10,3° în raport cu ecliptica.